# 惠靈鎮區 (明尼蘇達州賴斯縣)
惠靈鎮區（英語：Wheeling Township）是位於美國明尼蘇達州賴斯縣的一個行政鎮區。

## 地方資料
惠靈鎮區的面積為89.52平方千米，皆為陸地。根據2020年美國人口普查的數據，當地共有人口525人，而人口密度為每平方千米5.86人。